# Losgna erythropus
Losgna erythropus är en stekelart som först beskrevs av Cameron 1905.  Losgna erythropus ingår i släktet Losgna och familjen brokparasitsteklar. Inga underarter finns listade i Catalogue of Life.